# Didier Maufras
Pour les articles homonymes, voir Maufras.
Ne doit pas être confondu avec Didier Maupas.
Didier Maufras, né le 15 mars 1952 à Saint-Didier-sur-Chalaronne dans l'Ain, est un architecte-ingénieur français.

## Biographie
Didier Maufras fait ses études secondaires au collège Saint-Pierre de Bourg-en-Bresse, supérieures au lycée privé Sainte-Geneviève de Versailles. Il intègre en 1971 l'École polytechnique puis s'oriente vers l'architecture et l’aménagement urbain en obtenant en 1978 un diplôme d’architecte DPLG à l'École nationale supérieure d'architecture de Paris-La Villette. Il exerce en libéral dès 1980 le métier d'architecte, obtenant principalement des commandes d’immeubles d’habitation de la part d’investisseurs institutionnels et, sur concours, de la mairie de Paris. En 1990 il fonde la sarl d'architecture Maufras et Associés en associant deux collaborateurs, Hervé Delatouche et Guy Bez. En 1992, il fonde M2, une société d’assistance à maîtrise d’ouvrage, dissoute en 2008.
En 1983, il reçoit le prix du Moniteur de la première œuvre décerné par Le Moniteur des travaux publics et du bâtiment pour un immeuble d’habitations réalisé au 58, avenue de Saxe à Paris avec Hervé Delatouche,.
En 1986, il est élu sur la liste de Fernand Pouillon au conseil régional de l’Ordre des architectes d'Île-de-France. Il en est trésorier de 1992 à 1994, année où il est élu comme candidat individuel au Conseil national de l'ordre des architectes. Il y est chargé de la prospective sur le devenir du métier d'architecte et conclut, après donc cinq années de travail acharné au sein de l'institution, à la nécessité de la suppression du conseil de l'ordre des architectes,,, dont il démissionne en 1997. Il a été également l'un des administrateurs de l'École nationale supérieure d'architecture de Paris-La Villette et membre de la commission centrale de sécurité du ministère de l’intérieur entre 1994 et 1997.

## Principales réalisations
(janvier 2011).
Améliorez-le ou discutez des points à vérifier. 
- 1982 : 28 logements 24 boulevard du Lac  à Enghien-les-Bains (photos1)
- 1982 : 7 logements  58 Avenue de Saxe à Paris 7° (photos 2)
- 1984 : bureaux (siège social Casden Banque populaire) à Marne-la-Vallée
- 1985 : 58 logements 22 rue des Orteaux à Paris 20e (photos 3)
- 1987 : 261 logements  106-112 Boulevard Auguste-Blanqui à Paris 13e (photos 4)
- 1991 : bureaux au  17bis rue Joseph-de-Maistre à Paris 18e (photos 5)
- 1992 : 60  logements au  61 Quai de la Seine à Paris 19e  (photos 6)
- 1992 : 360  logements rue Ernest Lefèvre, rue du Surmelin, rue du Groupe Manouchian à Paris 20e (photo 7)
- 1994 : immeuble de bureaux et de  commerces  102 Boulevard Auguste-Blanqui à Paris 13e (photo 8)
- 1995 : construction du siège social de Norwich Union France à Rueil-Malmaison  (photos 9)
- 1996 : 86 logements 22-24 rue Edgar Faure à Paris 15e (photos 10)
- 2000 : restructuration du siège social de Norwich Union France 36 rue de Chateaudun à Paris 9e (photos 11)
- 2000 : succursale et show room de Renault Hollande à Amsterdam  (photo 12)[6],
- 2001-2004: conception de la ZAC des Portes de Rosny 93110 Rosny (photo 13)
- 2002 : restructuration des anciens ateliers de Louis Blériot à Buc (Yvelines)
- 2007 : 63 logements à Clichy La Garenne (photo14)
- 2008 : siège social de Solendi à Saint Ouen (photo 15)
- 2010 : bureaux à Rosny-sous-Bois ( 16 )
- 2011: 124 logements avenue du Général de Gaulle 93110 Rosny (photo 17)
- 2014: extension-restructuration de l'École Alsacienne à Paris 6° (photo 18)
- 2015: rénovation d'un siège social à 92500 Rueil-Malmaison (photo 19